# Laurent-Martial-Stanislas Boutroüe
Pour les articles homonymes, voir Boutroue.
Laurent Martial Stanislas Boutroüe, né le 11 mars 1757 à Chartres (département d'Eure-et-Loir), mort le 28 février 1816 à Cherré (département de la Sarthe), est un homme politique de la Révolution française.

## Biographie

### Avant la Révolution
Laurent Boutrouë est issu d'une famille bourgeoise. Son père Joseph François Laurent B. est marchand-bonnetier, marié à Marie-Louise Ligion. Son frère cadet Jules Alexandre Léger Boutrouë rejoint le 1er bataillon de volontaires de la Sarthe en 1791 et meurt en 1805 lors de la bataille de Caldiero. 

Laurent Boutrouë effectue ses études auprès de Louis-Henri Horeau, procureur de Chartres, chez qui il côtoie Jacques-Pierre Brissot, qui devient député à l'Assemblée nationale législative puis à la Convention. Celui-ci écrit dans ses mémoires à propos de son collègue :  
Dans le temps où j'étudiais l'anglais, un autre de mes concitoyens m'inspira le dessein d'apprendre l'italien. C'était un enfant jeune enfant, vif, pétulant, plein d'esprit; il s'appelait Boutroüe. Je l'ai revu depuis à la Convention. Je ne sais quel mauvais génie le précipita dans le maratisme. 
En 1781, il achète la charge notariale à Gréez-sur-Roc. Il demeure, à ce moment-là, dans le bâtiment occupé actuellement par la mairie du village. L'année suivante il est reçu à la sénéchaussée du Maine, dont le siège est alors au Mans.

### La Révolution
À Chartres, le 11 septembre 1789, Boutroüe est initié avec son frère à la franc-maçonnerie, dans la loge la Franchise, dont est également membre le futur conventionnel et beau-frère du général Marceau, Antoine Louis François Sergent. Il est nommé au directoire du département par le conseil général de la Sarthe le 11 juin 1790. 

### Mandat à la Convention
La monarchie constitutionnelle prend fin à l'issue de la journée du 10 août 1792 : les bataillons de fédérés bretons et marseillais et les insurgés des faubourgs de Paris prennent le palais des Tuileries. Louis XVI et sa famille sont incarcérés à la tour du Temple.  
En septembre 1792, Laurent Boutrouë est élu député du département de la Sarthe, le cinquième sur dix, à la Convention nationale.   
Il siège sur les bancs de la Montagne. Lors du procès de Louis XVI, il vote la mort et rejette l'appel au peuple et le sursis à l'exécution. En avril 1793, il vote contre la mise en accusation de Jean-Paul Marat : « J'adopte les motifs énoncés par Thirion [député montagnard de la Moselle] ; j'ajoute que je ne puis décréter d'accusation un patriote, pour avoir appelé le glaive vengeur du peuple sur la tête des conspirateurs ». En mai de la même année, il vote contre le rétablissement de la Commission des Douze. En juin, il est élu membre du Comité d'instruction publique.  
Après la chute de Robespierre, Laurent Boutrouë siège parmi les « derniers montagnards » selon l'historienne Françoise Brunel. En nivôse an III (décembre 1794), Boutrouë est élu membre de la Commission des Vingt-et-Un, chargée d'examiner la conduite des anciens membres du Comité de Salut public et de Sûreté générale, Bertrand Barère, Jacques-Nicolas Billaud-Varenne, Jean-Marie Collot d'Herbois et Marc Vadier. Lors de l'insurrection du 12 germinal an III, il signe la demande d'appel nominal alors que les quatre accusés sont décrétés de déportation à l'île d’Oléron. En thermidor an III (août 1795), il s'efface de la Convention, obtenant un congé de trente jours pour maladie.  

### Sous le Directoire
Lors des élections législatives de l'an VI, Laurent Boutrouë, devenu administrateur du canton de Montmirail, est élu député de la Sarthe au Conseil des Cinq-Cents. Son élection est cassée par la loi du loi du 22 floréal an VI, qui exclue des Cinq-Cents et du Conseil des Anciens une centaine d'élus de tendance jacobine.

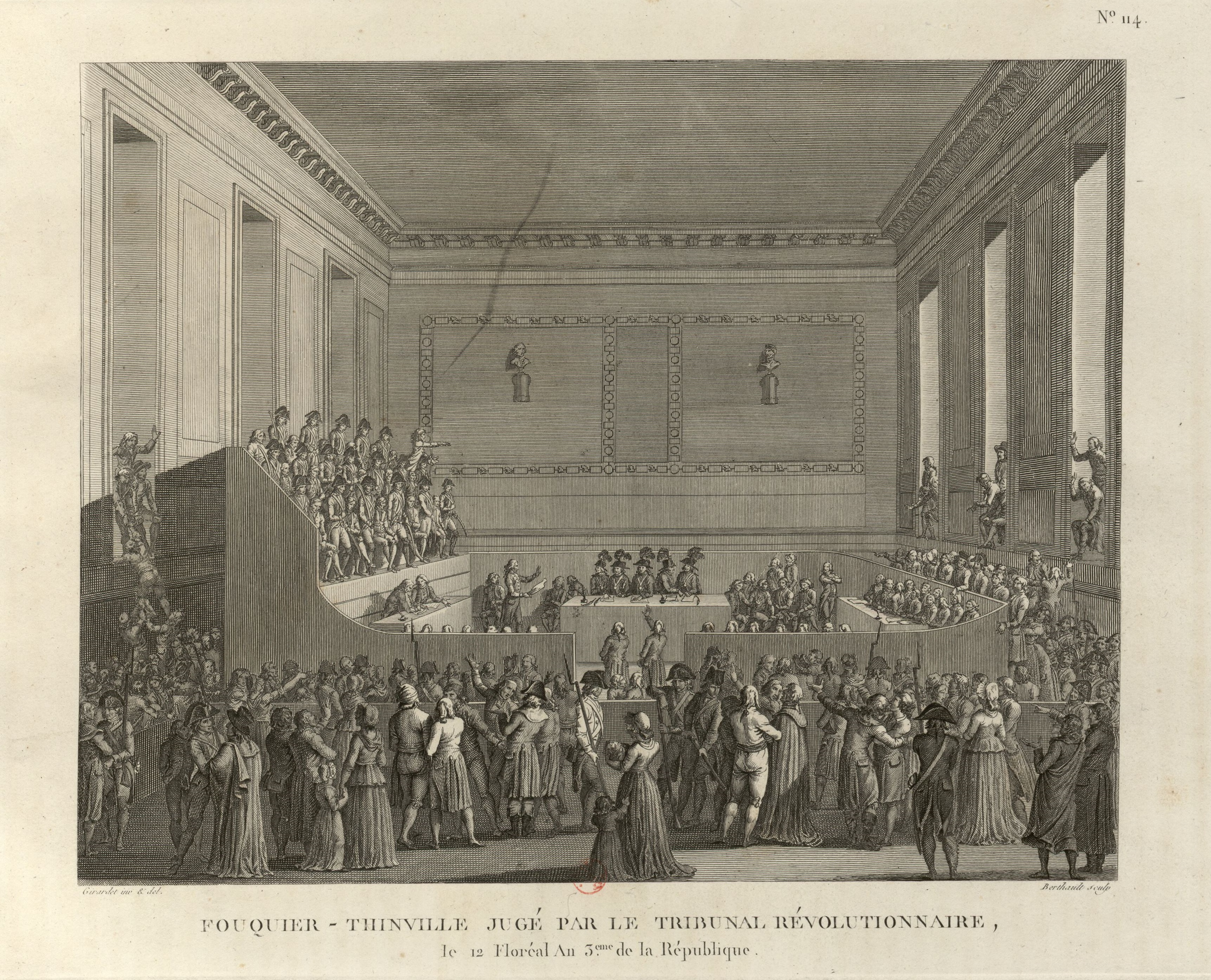
Procès de Fouquier-Tinville.

### Un ancien conventionnel proscrit
Laurent Boutrouë signe l'Acte additionnel lors des Cents-Jours. Il est visé par la loi du 12 janvier 1816 qui condamne à l'exil les conventionnels qui ont voté la mort de Louis XVI et qui ont soutenu Napoléon Bonaparte. Il meurt un mois plus tard. Le clergé de la Ferté-Bernard refuse l'inhumation de Boutroüe dans le cimetière public.